# Matrix (Schriftart)

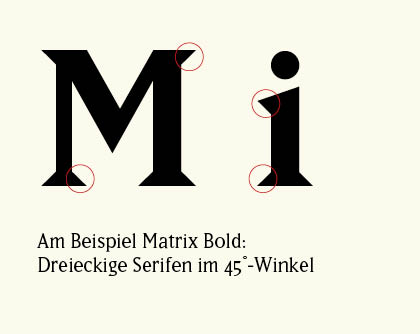
Dreieckige Serifen der Matrix

Matrix ist eine Schrift der US-amerikanisch-tschechischen Designerin und Schriftentwerferin Zuzana Licko. Sie ist die erste von Grund auf vektorisierte Schrift Lickos. Ihr Ziel war es, so wenig Stützpunkte wie möglich zu haben, um Computer und Drucker nicht zu überlasten. Die Serifen sind deshalb dreieckig, da sie so zwei Eckpunkte weniger benötigen als rechteckige Serifen. Der 45°-Winkel verursacht am Bildschirm und im Nadeldrucker die feinsten Stufen. 

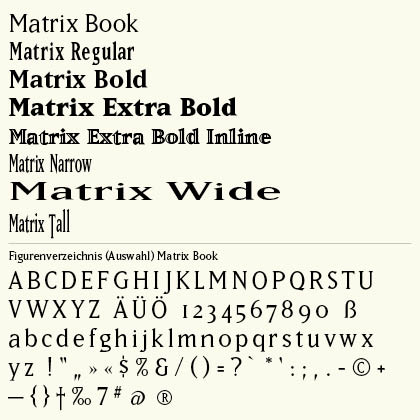
Figurenverzeichnis und acht Schriftschnitte der Matrix

Emigre brachte die Schrift 1986 in acht Schriftschnitten auf den Markt: Matrix Book, Matrix Regular, Matrix Bold, Matrix Extra Bold, Matrix Extra Bold Inline, Matrix Narrow, Matrix Wide und Matrix Tall.
Matrix zählt in der Klassifikation der Schriftklassen nach DIN 16518 zu den Barock-Antiqua-Schriften.